# Sparerfreibetrag
Sparerfreibetrag war ein Begriff aus dem deutschen Einkommensteuergesetz. Der Sparerfreibetrag bezeichnete für die Jahre 1975 bis 2008 den Betrag, bis zu dessen Höhe die Einkünfte aus Kapitalvermögen eines Jahres steuerfrei waren. Mit Einführung der Abgeltungsteuer zum 1. Januar 2009 wurde der Sparerfreibetrag durch den Sparer-Pauschbetrag ersetzt.

## Geschichte
| Zeitraum  | Freibetrag pro Person pro Jahr | Werbungskosten- pauschale | Bemerkung          |
| --------- | ------------------------------ | ------------------------- | ------------------ |
| 1958–1974 | -                              | 150 DM (2025: 427 €)      | nur Werbungskosten |
| 1975–1989 | 300 DM (2025: 480 €)           | 100 DM (2025: 160 €)      | Grundsparförderung |
| 1990–1992 | 600 DM (2025: 612 €)           | 100 DM (2025: 102 €)      | Grundsparförderung |
| 1993–1999 | 6.000 DM (2025: 5.376 €)       | 100 DM (2025: 90 €)       | Grundsparförderung |
| 2000–2001 | 3.000 DM (2025: 2.420 €)       | 100 DM (2025: 81 €)       | Grundsparförderung |
| 2002–2003 | 1.550 € (2025: 2.367 €)        | 51 € (2025: 78 €)         | Grundsparförderung |
| 2004–2006 | 1.370 € (2025: 2.035 €)        | 51 € (2025: 76 €)         | Grundsparförderung |
| 2007–2008 | 750 € (2025: 1.056 €)          | 51 € (2025: 72 €)         | Grundsparförderung |
| 2009–2022 | 801 € (2025: 1.096 €)          | 801 € (2025: 1.096 €)     | Sparerpauschbetrag |
| seit 2023 | 1.000 € (2025: 1.022 €)        | 1.000 € (2025: 1.022 €)   | Sparerpauschbetrag |

Der Sparerfreibetrag wurde 1975 unter der Bezeichnung Grundsparförderung eingeführt. In den folgenden Jahren wurde seine Höhe mehrfach erheblich verändert. Im Jahre 1993 wurde er anlässlich der Einführung der Zinsabschlagsteuer verzehnfacht, danach mehrmals wieder halbiert. Bis zum 31. Dezember 2006 betrug der Sparer-Freibetrag 1.370 € pro Jahr für Ledige und 2.842 €  pro Jahr für Verheiratete. Danach wurde er auf 750 € bzw. 1.500 € pro Jahr reduziert.
Im Jahre 2009 wurde er mit dem Werbungskostenpauschbetrag zusammengefasst, was 801 € bzw. 1602 € pro Jahr ergab, und wird seitdem als Sparerpauschbetrag bezeichnet. Ab 2023 wurde er auf 1000 € bzw. 2000 € pro Jahr erhöht (§20 Abs. 9 EStG).

## Definition
Zitat aus einer älteren Version von § 20 EStG:
„Bei der Ermittlung der Einkünfte aus Kapitalvermögen ist nach Abzug der Werbungskosten ein Betrag von 750 Euro abzuziehen (Sparer-Freibetrag). Ehegatten, die zusammen veranlagt werden, wird ein gemeinsamer Sparer-Freibetrag von 1.500 Euro gewährt. Der gemeinsame Sparer-Freibetrag ist bei der Einkunftsermittlung bei jedem Ehegatten je zur Hälfte abzuziehen; sind die um die Werbungskosten geminderten Kapitalerträge eines Ehegatten niedriger als 750 Euro, so ist der anteilige Sparer-Freibetrag insoweit, als er die um die Werbungskosten geminderten Kapitalerträge dieses Ehegatten übersteigt, beim anderen Ehegatten abzuziehen.“

## Berechnung
Neben dem Sparerfreibetrag war noch die Werbungskostenpauschale für Einnahmen aus Kapitalvermögen (z. B. Zinsen) zu berücksichtigen. Nach Abzug der Werbungskostenpauschale und des Sparer-Freibetrages ergaben sich die Einkünfte aus Kapitalvermögen als Steuerbemessungsgrundlage.
Beispiel 1
```
Einnahmen aus Kapitalvermögen                   4.000 Euro
./. Werbungskostenpauschale                        51 Euro
./. Sparer-Freibetrag                             750 Euro
= Steuerbemessungsgrundlage                     3.199 Euro
= Einkünfte aus Kapitalvermögen
```

Der Sparer-Freibetrag durfte nicht höher sein als die um die Werbungskosten einschließlich einer abzuziehenden ausländischen Steuer geminderten Kapitalerträge § 20 Abs. 4 S. 4 EStG.
Beispiel 2
```
Einnahmen aus Kapitalvermögen                    551 Euro
./. Werbungskostenpauschale                       51 Euro
./. Sparer-Freibetrag                            500 Euro
= Steuerbemessungsgrundlage                        0 Euro
= Einkünfte aus Kapitalvermögen
```

Auf alle Zinseinkünfte, die über dem Sparer-Freibetrag lagen, wurde die Kapitalertragsteuer (Zinsabschlagsteuer) erhoben. Zuletzt betrug der Steuersatz 30 % bei Guthaben auf Konten und 35 % bei Wertpapierzinserträgen aus Tafelgeschäften. Hinzu kam der Solidaritätszuschlag von 5,5 %. Bei einem Zinsertrag von 1.000 Euro waren 300 Euro Zinsabschlagsteuer und 16,50 Euro Solidaritätszuschlag zu zahlen.
Mit Wirkung ab dem 1. Januar 2009 wurden die Zinsabschlagsteuer und die Kapitalertragsteuer durch die Abgeltungsteuer ersetzt. Seither gilt für alle Kapitalerträge ein einheitlicher Steuersatz in Höhe von 25 % zuzüglich Solidaritätszuschlag und gegebenenfalls Kirchensteuer.
Bei den z. B. im September 2008 mindestens 4,25 % Zinsen auf das Sparvermögen eines Tagesgeldkontos überschritt man den Sparer-Freibetrag bei etwa 18.850 €. Im Jahr 2006 hätte das steuerfreie Sparvermögen bei diesem Zinssatz noch ca. 33.500 € betragen. Nach dem damaligen Zinssatz von 3,25 % waren es ca. 43.500 €.

## Freistellungsauftrag
Der Freibetrag konnte dadurch bereits ausgenutzt werden, dass man dem Geldinstitut, bei dem die Zinsen anfallen, einen Freistellungsauftrag erteilte.

## Angaben in der Einkommensteuererklärung
Einkünfte aus Kapitalvermögen sind steuerpflichtig (§ 20 EStG).
Da bei der Veranlagung durch das Finanzamt der Sparer-Freibetrag und die Werbungskostenpauschale von Amts wegen berücksichtigt wurden, waren alle Kapitaleinkünfte anzugeben.
Der Abzug von Kapitalertragsteuer durch die Banken hatte bis zum 31. Dezember 2008 keine abgeltende Wirkung. Die Kapitalertragsteuer wurde vom Finanzamt bei Vorlage der Steuerbescheinigung wie eine Vorauszahlung behandelt.